# Regelutilitarismus
Regelutilitarismus (englisch ‚rule utilitarianism‘) ist eine ethische Position, welche sich auf Prinzipien des Utilitarismus beruft. Der Regelutilitarismus wendet das Kriterium des größten allgemeinen Glücks auf Handlungsregeln an, jedoch nicht auf konkrete einzelne Handlungen. 
Der Regelutilitarismus kann als Antwort auf Kritiken am Akt- oder Handlungsutilitarismus gesehen werden. Die Probleme des Handlungsutilitarismus (englisch ‚act utilitarianism‘) demonstriert das folgende Beispiel (nach R.B.Brandt): Herr Müller hat dem 12-jährigen Fritz versprochen, 10 Euro zu geben, wenn er seinen Rasen mäht. Nachdem der Rasen gemäht ist, fragt sich Herr Müller als guter Utilitarist, ob es denn der Maximierung des allgemeinen Glücks entspricht, wenn er Fritz das versprochene Geld gibt. Vielleicht sollte er das Geld der Hilfsorganisation „Brot für die Welt“ spenden … 
Das Vorgehen von Herrn Müller widerspricht den üblichen moralischen Intuitionen. Regelutilitaristen wie R.B. Brandt akzeptieren diese Kritik. Sie halten es für unzulässig, eine einzelne Handlung, die die Befolgung einer utilitaristisch gerechtfertigten Regel darstellt, ihrerseits noch einmal auf ihre utilitaristische Rechtfertigung zu überprüfen. Die einzelne Handlung (dass Herr Müller Fritz die versprochenen 10 € gibt) wird durch die Regel („Versprechen soll man halten“) gerechtfertigt, und nur diese Regel ist utilitaristisch zu rechtfertigen.
Andere Utilitaristen sehen keinen Grund für den Regelutilitarismus. Sie folgen darin Bentham. Dieser war der Ansicht, dass es für die Pflicht zur Einhaltung eingegangener Verpflichtungen in jedem Einzelfall auch eine handlungsutilitaristische Begründung gibt. Wenn jemand sein Versprechen nicht einhalte, dann richte er einen großen Schaden an, weil er damit die für Vertrauen und Berechenbarkeit sorgenden Institute des Versprechens und des Vertrages für die gesamte Gesellschaft untergrabe. Außerdem schade er seinem Ruf als zuverlässiger Partner und damit auch seinen eigenen Interessen. 
Der Regelutilitarismus kann als Antwort auf die Kritik gesehen werden, dass der Handlungsutilitarismus Benthams eine Ethik der Mehrheit sei. Der Handlungsutilitarismus ließe dieser Kritik folgend Minderheitendiskriminierungen zu, wenn sie insgesamt die Tendenz haben, das aggregierte Glück aller Einzelnen, das Glück der Gesellschaft zu befördern. Der Regelutilitarismus lässt im Gegensatz dazu Minderheitendiskriminierungen moralisch insofern nicht gelten, als er Handlungsregeln fordert, welche von allen Individuen strikt eingehalten werden müssen.